# Клэница
Клэница (рум. Clănița) — река на юге Румынии, левый приток Телеормана (бассейн Дуная). Протекает по территории жудецов Арджеш и Телеорман. Рядом с селом Магура Клэница впадает в Телеорман. Длина реки составляет 81 км, площадь водосбора — 367 км².
На берегу реки расположены коммуны Скурту-Маре, Талпа, Гэлэтени, Фрэсине и Бэбэица.